# پورت وینگ (ویسکانسین)
پورت وینگ (به انگلیسی: Port Wing) یک منطقهٔ مسکونی در ایالات متحده آمریکا است که در Port Wing (town) واقع شده‌است. پورت وینگ ۱۶۴ نفر جمعیت دارد و ۲۰۶٫۰۵ متر بالاتر از سطح دریا واقع شده‌است.